# Combat de Saint-Aubin-du-Cormier (1796)
Pour les articles homonymes, voir Bataille de Saint-Aubin-du-Cormier (homonymie).
Chouannerie
Batailles
Le combat de Saint-Aubin du Cormier a lieu en juin 1796 lors de la Chouannerie.

## Déroulement
Ce combat est rapporté dans les mémoires de l'officier chouan Toussaint du Breil de Pontbriand qui le place en juin 1796,,. D'après son récit, une colonne de chouans commandées par Auguste Hay de Bonteville et René Augustin de Chalus livre un affrontement près de Saint-Aubin-du-Cormier contre un corps de 500 républicains,,. Chalus, à la tête de deux compagnies, prend à revers les républicains, ce qui décide de la victoire après un combat d'une heure et demie,,.

## Pertes
D'après Toussaint du Breil de Pontbriand, les pertes sont de deux hommes tués et douze blessés du côté des chouans, contre 90 hommes chez les républicains,,.